# خوسيه فيليغاس كروز
خوسيه فيليغاس كروز (بالإسبانية: José Villegas Cruz) هو لاعب كرة قدم مكسيكي في مركز الدفاع، ولد في 6 أبريل 1996 في مدينة أغواسكاليينتس في المكسيك. لعب مع نادي باتشوكا.